# 南珠街道
南珠街道，是中华人民共和国广西壮族自治区钦州市钦南区下辖的一个乡镇级行政单位。

## 行政区划
南珠街道下辖以下地区：
城西社区、北营社区、白水塘社区和高岭社区。